# Batalla de Krasni Limán
La batalla de Krasni Limán fue una serie de batallas del 19 de junio de 2014 por el control de los alrededores y de la ciudad ucraniana de Krasni Limán (ahora Limán) dentro del óblast de Donetsk durante la guerra del Dombás.

## Contexto
El 12 de abril de 2014, el quinto día después de la proclamación de la República Popular de Donetsk, los separatistas respaldados por Rusia tomaron el departamento de policía de la ciudad de Krasni Limán (simultáneamente con la toma de la SBU y los edificios de la policía en Slóviansk). La iniciativa fue tomada por el alcalde Leonid Perebyinis en el proceso de negociación. Durante las negociaciones con una multitud armada y agresiva de militantes prorrusos, se acordó que los separatistas abandonarían la ciudad.
El ministro interino del Interior, Arsén Avákov, dijo que en Krasni Limán, el ataque de militantes prorrusos fue realizado con rifles de asalto de cañón corto de producción rusa de la serie AK-100, comentario que fue rechazado por las fuerzas policiales y los soldados de la ciudad. Las personas se convirtieron en escudos humanos en defensa del departamento de policía contra los separatistas que venían de Slóviansk. Según Avákov, el AK-100 con lanzagranadas debajo del cañón solo está en servicio con las Fuerzas Armadas de Rusia.
Sin embargo, el 30 de abril, casi 40 separatistas armados irrumpieron en la sesión del ayuntamiento, tomando como rehenes a los diputados y a la comunidad, obligando a los líderes de la ciudad a incluir en la votación el tema del reconocimiento de la independencia de la República Popular de Donetsk. Los ocupantes establecieron barricadas en la entrada de la ciudad.
El 8 de mayo de 2014, en el bosque Hrekivski en el óblast de Lugansk, se encontró el cuerpo del jefe de la rama Krasnolyman de la Sociedad de Ucrania "Prosvita", que lleva el nombre de Taras Shevchenko Valeriy Sal, a la que militantes prorrusos pertenecientes la República Popular de Donetsk habían secuestrado un día anterior en el centro del pueblo de Shandriholove, distrito de Krasnolyman. 

## Eventos principales

### Antecedentes
El 11 de mayo de 2014, según el jefe interino de la Administración Presidencial de Ucrania, Serhiy Pashynskyi, la operación antiterrorista en el área de las ciudades de Krasni Limán, Slóviansk y Kramatorsk en el óblast de Donetsk pasó a la etapa final.
El 3 de junio, las fuerzas del operativo antiterrorista pasaron a la ofensiva exigiendo la preparación de armamento. Al mismo tiempo, se advirtió a los civiles sobre el comienzo de las hostilidades esparciendo folletos especiales con armas. A media tarde, se despejaron las partes sur y central de la ciudad. Por la noche, el presidente interino de Ucrania, Oleksandr Turchínov, dijo que las autoridades ucranianas habían recuperado el control de Krasni Limán.
Durante los días 3 y 4 de junio, el Servicio de Seguridad de Ucrania y el Ministerio del Interior de Ucrania llevaron a cabo una operación especial para detener a criminales prorrusos en la ciudad de Krasni Limán, durante la cual se liquidó el bastión de los militantes incautado a mediados de abril. Una persona murió como resultado de la operación. El 5 de junio se reanudó el trabajo del cabildo y la policía de la ciudad.
El barrido de la ciudad duró los días 4 y 5 de junio, la detección de militantes se realizó con registros de casas y ciudadanos. Los separatistas y sus cómplices fueron detenidos y los residentes locales colaboraron en su detección.
El 5 de junio, la bandera ucraniana se izó nuevamente sobre el ayuntamiento y el departamento de policía de la ciudad de Krasni Limán. El patrullaje y el servicio en la ciudad fue iniciado por la Unidad Especial del Ministerio del Interior "Artemivsk" junto con un destacamento de policía consolidado y oficiales locales leales al juramento de Ucrania. La ciudad inició claros grupos armados. El mismo día, de acuerdo con el Decreto del Presidente de Ucrania No. 498/2014 "Sobre las medidas para formar la Administración Estatal del Distrito de Krasnolymansky de la región de Donetsk", Konstiantyn Volodymyrovych Mateichenko fue nombrado jefe de la Administración Estatal del Distrito de Krasnolymansk, Teniente Coronel, un nativo de Kostiantynivka.

### Enfrentamientos del 19 de junio
Según la parte prorrusa, hasta 180-200 personas del batallón Flag ocuparon las posiciones por parte de militantes prorrusos, tenían dos morteros, BRDM, tres ametralladoras pesadas (una KPVT y dos NSV), dos LNG -9 lanzagranadas de caballete y dos lanzagranadas automáticos AGS.

#### Curso de la batalla
El comando ruso representado por Ígor Guirkin no esperaba un gran ataque en la dirección de Yampil, esperándolo en Semenivka o Mykolaivka, lo que conduciría al rápido corte de Slóviansk.
Los cosacos rusos del grupo paramilitar «Ejército del Don», que defendían el puente, se retiraron después del comienzo de la batalla, sin oponer resistencia.
El primer ataque fue repelido por los militantes. Después de su finalización, pudieron remolcar uno de los tres BMD-1 destruidos, que luego fue entregado a las formaciones del batallón "Prizrak". Después de este ataque, Girkin en el área de Yampil y Zakitne fue enviado a un pelotón de ametralladoras antitanque bajo el mando de "Motorola", pero no pudo proporcionar una contribución significativa y fue dispersado por las tropas ucranianas, porque ya habían cruzado el puente y se atrincheró en la orilla sur.
Ese día, los oficiales de inteligencia ucranianos recibieron la orden de ingresar al área de acumulación de militantes y ataques preventivos para neutralizarlos. Después de varios kilómetros de tráfico, cerca del pueblo de Kryva Luka, los paracaidistas fueron emboscados: abrieron fuego con armas pequeñas, lanzagranadas, morteros. Los exploradores utilizaron granadas de humo, tomaron posiciones de combate adecuadas para la defensa y, después de varias horas de feroz batalla, llegó la ayuda. Después de la batalla, los combatientes contaron varias docenas de cadáveres enemigos, el combatiente Lesha y el comandante del grupo de reconocimiento murieron.

#### Resultado de la batalla
Las fortificaciones de los militantes prorrusos fueron destruidas en la parte sur del distrito de Krasnolymansky (en las ciudades de Seversk, Yampil y Zarichne, el pueblo de Zakitne y los restos en la ciudad de Krasni Limán). Durante la redada, algunos de los separatistas fueron detenidos y procesados. Sin embargo, la mayoría de los militantes rusos se trasladaron a la ciudad de Slóviansk.
Como resultado de la operación del 19 de junio, 16 militares de las Brigadas Mecanizadas 24, Aerotransportadas 25 y de Asalto Aéreo 95 de las Fuerzas Armadas de Ucrania murieron.